# GnuGK
GNU Gatekeeper (или GnuGk) — кроссплатформенная свободная программа, выполняющая роль контроллера зоны (гейткипера) для IP-телефонии в стандарте H.323, выполненная на базе библиотек OpenH323.
Привратник GnuGK может управлять вызовами, выполнять проксирование звонков (сигнализация, медиа) и имеет различные методы маршрутизации звонков и преобразования номеров. Также поддерживается много методов аутентификации при регистрации и поддержка оборудования IP-телефонии, находящиеся в сети за NAT (преодоление NAT посредством технологий: H.460.18/H.460.19, H.460.23/H.460.24, а также собственный метод).
Среди возможностей авторизации оконечных устройств H.323 и учёта вызов: запрос в базу данных посредством SQL, взаимодействие с биллинговыми системами по протоколу RADIUS и другое. Поддерживаются драйверы баз данных ODBC, MySQL, PostgreSQL, SQLite и Firebird.
Несколько GnuGK можно объединить в кластер для увеличения производительности.
GnuGK имеет графический интерфейс настройки для мониторинга.
Готовые бинарные пакеты для установки и использования GnuGK существуют для следующих операционных систем: Linux, Windows, Mac OS X, Solaris, FreeBSD, OpenBSD и NetBSD. В ОС Windows GnuGK может работать как сервис.